# Clidastes
Clidastes var ett släkte mosasaurier som levde under Krita. Namnet betyder "låst kota". Dess fossiliserade kvarlevor har hittats i Europa (inklusive i Sverige) och Nordamerika och den livnärde sig troligen främst på mindre djur såsom bläckfiskar och fiskar i grunda vatten.

## Beskrivning och paleobiologi

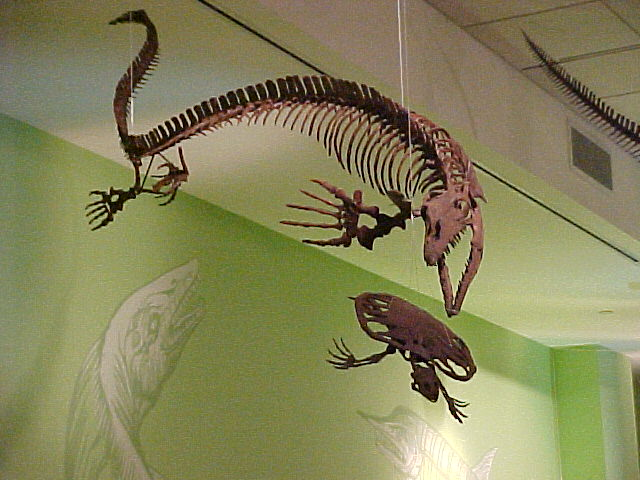
Fossiliserat skelett av Clidastes liodontus som jagar en havssköldpadda ur familjen Toxochelidae.

Clidastes var en av de minsta mosasaurierna och de flesta arterna nådde sin maximala längd vid runt 2 till 4 meter. Vissa större exemplar har dock hittats som kan ha nått längder på 7–8 meter. Dessa är endast kända från relativt sena avlagringar av arten och visar på en snabb ökning i storlek under årmiljonerna, i likhet med den som kan ses i andra mosasaurier såsom Tylosaurus. Släktnamnet refererar till hur dess kotor hade förmågan att låsa sig i varandra vid simning vilket möjliggjorde ökad aerodynamik och stabilitet. Den behöll dock mycket rörlighet på det horisontella planet och tros ha varit en mycket snabb och smidig mosasaurie. Med en smidig form, kraftfull svans och en svansfena lik den hos andra mosasaurier hade Clidastes inga problem med att jaga små byten i Kritaperiodens grunda hav.
Clidastes var en relativt primitiv medlem i underfamiljen Mosasaurinae, som också bland annat innehåller Mosasaurus, Globidens, Plotosaurus och Prognathodon.

## Källhänvisningar
1. ↑  Lindgren, J. ”Early Campanian mosasaurs (Reptilia; Mosasauridae) from the Kristianstad Basin, southern Sweden”. Dissertations in Geology at Lund University. Läst 21 Januari 2017
2. ↑  ”Rapid evolution, diversification and distribution of mosasaurs (Reptilia; Squamata) prior to the K-T boundary”. http://oceansofkansas.com/RapidMosa.html. Läst 21 Januari 2017.
3. ↑  Wright, K. R. (September 23, 1988). The First Record of Clidastes liodontus (Squamata, Mosasauridae) from the Eastern United States. Journal of Vertebrate Paleontology, 8, 3, 343-34